# دایانند وارما
دایانند وارما (زاده ۲۵ ژوئن ۱۹۳۳ در بنارس - درگذشته ۱۰ ژوئن ۲۰۱۲ در بمبئی) ریاضیدان اهل هند است. ورما بیشتر به دلیل کارهایش در جبر و به ویژه ساختاری که به نام خود او مدول وارما نامیده می‌شود نامبردار است. او که شاگرد ناتان جیکوبسون در دانشگاه ییل بود همچنین در مؤسسه مطالعات پیشرفته و مؤسسه تاتا به پژوهش سرگرم بوده‌است.